# مايك روزير
مايك روزير (بالإنجليزية: Mike Rozier) هو لاعب كرة قدم أمريكية أمريكي، ولد في 1 مارس 1961 في كامدن في الولايات المتحدة.

## وصلات خارجية
- مايك روزير على موقع مرجع كرة القدم المحترفة.كوم (الإنجليزية)
- مايك روزير على موقع إن إن دي بي (الإنجليزية)